# Linholmsdjupet
Linholmsdjupet är en fjärd i Finland. Den ligger i landskapet Nyland, i den södra delen av landet, 30 km öster om huvudstaden Helsingfors.